# Violencia sexual y de género contra los palestinos durante la guerra Israel-Gaza (2023-presente)
Durante la guerra de Gaza (2023-2025), mujeres y niñas palestinas denunciaron haber sido violadas y agredidas sexualmente por soldados de las Fuerzas de Defensa de Israel (FDI). Las tropas israelíes han sido acusadas de cometer actos de violencia de género, crímenes de guerra y crímenes de lesa humanidad, de acuerdo con el reconocimiento de la Corte Penal Internacional (CPI) de que la violencia sexual es un crimen de guerra y un crimen de lesa humanidad. 
Durante la guerra, soldados, guardias y personal médico israelíes, tanto hombres como mujeres, han cometido violencia sexual en tiempos de guerra contra niños, mujeres y hombres palestinos, incluidas violaciones, violaciones en grupo, tortura sexualizada y mutilación. En febrero, expertos de la ONU citaron al menos dos casos de mujeres palestinas violadas por soldados israelíes varones. Los niños y hombres palestinos también han sido violados y sometidos a tortura, y en algunos casos la tortura ha provocado la muerte de la víctima.
En su informe de investigación de junio de 2024, ordenado por ley, la Comisión Internacional Independiente de Investigación de las Naciones Unidas sobre el Territorio Palestino Ocupado (CdI) concluyó que: «La frecuencia, prevalencia y gravedad de los delitos sexuales y de género perpetrados contra los palestinos desde el 7 de octubre en los Territorios Palestinos Ocupados (TPO) indican que formas específicas de violencia sexual y de género (VSG) forman parte de los procedimientos operativos de las Fuerzas de Seguridad de Israel (FSI)».
En agosto de 2024, la organización israelí de derechos humanos B'Tselem publicó un informe sobre el abuso sistemático, la tortura, la violencia sexual y la violación de detenidos palestinos por parte de Israel, calificando el sistema penitenciario israelí de «red de campos de tortura». El informe incluye amplios testimonios de palestinos. The Guardian también entrevistó a detenidos palestinos e informó que «respaldan [el] informe del grupo de derechos humanos B'Tselem, que dice que las cárceles ahora deberían ser etiquetadas como "campos de tortura"».
El 10 de octubre de 2024, La Comisión Internacional Independiente de Investigación de Naciones Unidas sobre los territorios palestinos ocupados concluyó un informe en el que aseguraba que en campamentos militares y centros de arresto israelíes, se han registrado «abusos generalizados y sistemáticos» contra adultos y menores palestinos. En muchos casos esta violencia es física y psicológica, pero también sexual y de género, lo que también constituye crímenes de guerra y contra la humanidad por tortura y violación. En marzo de 2025, la Comisión de Derechos Humanos de la ONU publicó un informe sobre los abusos sexuales y de género perpetrados por Israel contra el pueblo palestino. El informe concluyó que los abusos sexuales contra palestinos se cometen bajo órdenes explícitas o con el apoyo implícito de los altos mandos civiles y militares de Israel. El informe también enumera varias medidas adoptadas por Israel durante la Guerra de Gaza, como el bombardeo de las clínicas de reproducción de Gaza y las restricciones a la llegada de suministros médicos, como actos genocidas destinados a destruir los derechos reproductivos de las mujeres palestinas e impedir el nacimiento de bebés palestinos.

## Abusos sexuales previos al 7 de octubre
La tortura, los malos tratos y la violencia sexual sufrida por palestinos detenidos por parte de Israel han sido frecuentes durante años antes de los ataques del 7 de octubre y la invasión de Gaza, según documentación registrada por el Comité Público Contra la Tortura en Israel (PCATI) y Amnistía Internacional. Ha habido numerosos casos de violencia sexual contra detenidos, tanto hombres como mujeres, siendo el caso más notable el del líder libanés del Movimiento Amal, Mustafa Dirani, quien demandó a Israel por violación. Un exfuncionario del Departamento de Estado de Estados Unidos declaró que su oficina había verificado las acusaciones de violación realizadas por una niña palestina.
En un artículo de 2012 titulado «La mancha de una nube de luz: soldados israelíes, ejército y sociedad en la Intifada», los académicos israelíes (y ex soldados de las Fuerzas de Defensa de Israel) Nuphar Ishay-Krien y Yoel Elizur citaron a otro soldado anónimo que decía: «No tengo ningún problema con las mujeres. Una me arrojó una zapatilla, así que le di una patada aquí (señalando la ingle), le rompí todo esto aquí. Hoy no puede tener hijos». En un artículo de Haaretz de 2024, Yoel Elizur añade que «Esos soldados no tenían remordimientos y no denunciaron el daño moral. Algunos de ellos fueron condenados por tribunales militares. Se sintieron amargados y traicionados».
La Comisión de Investigación de la ONU concluye en su informe de junio de 2024 que la violencia sexual y de género israelí contra los palestinos precede al 7 de octubre y surge del contexto de la ocupación: «La violencia sexual y de género constituye un elemento importante en el maltrato a los palestinos, destinado a humillar a la comunidad en general». Esta violencia está intrínsecamente vinculada a un contexto más amplio de desigualdad y ocupación prolongada, que ha creado las condiciones y la justificación para los crímenes de género, con el fin de acentuar aún más la subordinación de los pueblos ocupados. La Comisión señala que es necesario abordar estos crímenes atacando su raíz.

## Violaciones y abusos sexuales de mujeres y niñas palestinas encarceladas
El 19 de febrero de 2024, un grupo de relatores especiales de las Naciones Unidas publicó un informe en el que afirmaba que «los expertos en derechos piden que se investiguen las violaciones contra las mujeres y niñas palestinas». Según el informe, hay pruebas de que durante la guerra entre Israel y Gaza, mujeres y niñas palestinas fueron sometidas a violencia sexual en tiempos de guerra. Según informes, mujeres y niñas palestinas fueron ejecutadas aleatoriamente en Gaza, a menudo junto con sus hijos.. Surgieron acusaciones que sugerían que las mujeres y niñas palestinas fueron atacadas deliberadamente y ejecutadas extrajudicialmente por las Fuerzas de Defensa de Israel invasoras, incluso cuando portaban trozos de tela blanca, buscaban refugio o huían. Según estas denuncias, las mujeres y niñas palestinas también fueron sometidas a tratos inhumanos y degradantes por parte de las Fuerzas de Defensa de Israel (FDI), como por ejemplo se les negaron compresas menstruales, alimentos y medicinas y fueron brutalmente golpeadas, violadas, agredidas, amenazadas con violación y violencia sexual y sometida a múltiples formas de otras agresiones sexuales. Oficiales varones del ejército israelí también desnudaron a mujeres y niñas palestinas y las registraron. La Oficina del Alto Comisionado de las Naciones Unidas para los Derechos Humanos (ACNUDH) afirmó que las tropas israelíes habían fotografiado a mujeres detenidas en «circunstancias degradantes» y que las fotos se habían subido a Internet.
El informe de la ONU afirma que: «Las mujeres y niñas palestinas detenidas también han sido sometidas a múltiples formas de agresión sexual, como desnudarlas y registrarlas por oficiales varones del ejército israelí, al menos dos detenidas palestinas fueron violadas». Uno de los relatores especiales; Reem Alsalem, advirtió que la reserva a la hora de denunciar la violencia sexual era común debido al temor a represalias. Alsalem afirmó que desde los ataques del 7 de octubre, las mujeres y niñas detenidas en Israel se habían enfrentado a una actitud cada vez más permisiva por parte de los funcionarios israelíes hacia las agresiones sexuales. Según el periódico Middle East Eye, la frase «al menos» destaca el hecho de que muchos sucesos siguen sin registrarse, ya que las víctimas temen el estigma y las repercusiones asociadas con hablar sobre el abuso sexual en «una sociedad patriarcal reacia a abordar tales atrocidades».
Reem Alsalem, relatora especial de la ONU sobre la violencia contra mujeres y niñas, criticó la falta de denuncias de violencia sexual contra los palestinos, afirmando: «La violación y otras formas de violencia sexual pueden constituir crímenes de guerra, crímenes contra la humanidad o un acto constitutivo con ¡Respeto al genocidio! ¡Debe parar!» Los relatores especiales también han expresado su preocupación por la desaparición de varias mujeres y niños palestinos, con informes de niños separados de sus padres. En un caso, se informó que una niña fue reubicada por la fuerza lejos de sus padres y llevada a Israel. En respuesta al informe, un portavoz del Departamento de Estado de Estados Unidos dijo: «Los civiles y los detenidos deben ser tratados humanamente y de acuerdo con el derecho internacional humanitario». Médicos por los Derechos Humanos-Israel también describió la humillación sexual de los detenidos, incluidos insultos sexuales y micción sobre los prisioneros.
El 14 de diciembre de 2023, un grupo de expertos de las Naciones Unidas declaró que las mujeres y niñas en Cisjordania y la Jerusalén Este ocupada por Israel están en «riesgo constante de sufrir violencia por parte de los colonos». Los expertos señalaron que las mujeres palestinas en la Cisjordania ocupada «han enfrentado una mayor discriminación, acoso, agresión sexual y ataques por parte de las autoridades y los colonos israelíes» desde el 7 de octubre.
En marzo de 2024, Associated Press informó sobre mujeres palestinas que afirmaban haber sufrido abusos sexuales durante su detención por Israel; una mujer dijo que los soldados israelíes realizaron registros al desnudo y durante la detención, si «levantábamos la cabeza o pronunciábamos alguna palabra, nos golpeaban en la cabeza [...] Música fuerte, gritos e intimidación: querían humillarnos. Nos esposaban, nos vendaban los ojos y nos ataban los pies con cadenas»; otra mujer alegó que un soldado israelí le estrelló la cara contra una pared cuando no quiso besar la bandera de Israel.
Un informe de investigación detallado y legalmente obligatorio de junio de 2024 elaborado por la Comisión Internacional Independiente de Investigación sobre el Territorio Palestino Ocupado afirmó que tanto Israel como Hamás habían cometido violencia sexual y tortura, además de ataques intencionados contra civiles. En cuanto a las acciones israelíes contra los palestinos, el informe concluye que las fuerzas israelíes y los civiles recurren a la violencia sexual y de género contra las mujeres y los hombres palestinos en todos los territorios palestinos ocupados. El informe concluye que: «La frecuencia, prevalencia y gravedad de los delitos sexuales y de género perpetrados contra los palestinos desde el 7 de octubre en los Territorios Palestinos Ocupados (TPO) indican que formas específicas de violencia sexual y de género (VSG) son parte de los procedimientos operativos de las Fuerzas de Seguridad de Israel (FSI)».
El informe de la Comisión se completó mediante entrevistas a víctimas y testigos junto con una variedad de otros medios, e Israel había anunciado previamente su negativa a cooperar. El informe indica que las Fuerzas de Defensa de Israel utilizaron la violencia sexual para promover la idea de «la subordinación de un pueblo ocupado» tanto en Gaza como en Cisjordania ocupada por Israel.
En diciembre de 2024, decenas de mujeres y niñas palestinas denunciaron abusos sexuales cometidos contra ellas por las fuerzas israelíes durante el asalto del hospital Kamal Adwan. Describieron cómo las obligaron a desvestirse, las desnudaron para registrarlas y las acosaron sexualmente. Las que intentaron resistirse fueron «brutalmente golpeadas». Una testigo declaró: «Nos dijeron que nos filmarían para mostrarle [al mundo] que Hamás nos estaba utilizando como escudos humanos. Cuando llegamos, nos arrastraron por el pelo por el patio de la escuela, nos obligaron a entrar en los baños y nos ordenaron que nos desvistiéramos».
En marzo de 2025, un informe de la Comisión Internacional Independiente de Investigación sobre el Territorio Palestino Ocupado, incluida Jerusalén Oriental, e Israel, presentado al Consejo de Derechos Humanos, detalló el uso sistemático de la violencia sexual y de género por parte de las Fuerzas de Seguridad israelíes desde octubre de 2023. El informe documentó múltiples casos de soldados israelíes que intentaron humillar a mujeres palestinas vistiendo o posando con su ropa interior y compartiendo las imágenes en línea, mientras se referían a ellas como «prostitutas» y «zorras». La Comisión también detalló casos de violencia sexual contra niñas palestinas. Las prisioneras fueron obligadas a posar en circunstancias degradantes, incluso en ropa interior y frente a una bandera israelí, y las fotos también circularon en línea. Fueron sometidas a agresiones sexuales, acoso, desnudez forzada y amenazas de violación.

## Violaciones y abusos sexuales de hombres palestinos encarcelados
Un informe de junio de 2024 de la Comisión Internacional Independiente de Investigación sobre el Territorio Palestino Ocupado afirmó que tanto Israel como Hamás habían cometido violencia sexual y tortura, además de ataques intencionales contra civiles. Al referirse a las acciones israelíes contra los palestinos, el informe afirma, que: «Los hombres y los niños experimentaron actos de persecución específicos, incluida violencia sexual y de género que equivale a tortura y tratos inhumanos y crueles». El informe de la Comisión se completó mediante entrevistas a víctimas y testigos junto con una variedad de otros medios, e Israel había anunciado previamente su negativa a cooperar. El informe indicaba que las Fuerzas de Defensa de Israel utilizaron la violencia sexual para promover la idea de «la subordinación de un pueblo ocupado» tanto en Gaza como en la Cisjordania ocupada por Israel.
Muchas víctimas palestinas detenidas por las fuerzas israelíes fueron supuestamente interrogadas o maltratadas mientras estaban desnudas o parcialmente vestidas, con los ojos vendados y obligadas a arrodillarse o con las manos atadas a la espalda. A otras las obligaron a desnudarse en público y a caminar mientras las acosaban sexualmente, a veces delante de sus familiares, que se vieron obligados a mirar. Aunque ambos sexos fueron obligados a hacer esto, se informó que los hombres y los niños fueron los blancos específicos. En junio de 2024, unos hombres detenidos en el campo de detención de Sde Teiman afirmaron que las fuerzas israelíes les habían introducido «palos de metal candentes» y «palos eléctricos» en el recto, lo que provocó la muerte de al menos un hombre.
En junio de 2024, un prisionero palestino liberado del campo de detención de Sde Teiman testificó que los prisioneros fueron violados por perros. La revista +972 también informó sobre el uso sistemático de violaciones, violencia sexual y tortura en el campo de detención, presenciado por Muhammad Arab, un reportero de la cadena Al-Arabiya que fue arrestado en marzo mientras cubría el asedio israelí al Hospital Al-Shifa en la ciudad de Gaza.
En julio de 2024, Mohammed Arab, un periodista que fue arrestado en marzo mientras cubría el asedio israelí al Hospital Al-Shifa, testificó ante su abogado Khaled Mahajneh que había presenciado el uso sistemático de violaciones, violencia sexual, torturas y asesinatos en el campo de detención. Un detenido «fue completamente desnudado y electrocutado, le arrancaron los genitales». Arab también testificó que los guardias israelíes agredieron sexualmente a seis prisioneros con un palo delante de otros detenidos. Como contó Mahajneh: «Cuando habló de violaciones, le pregunté: "Muhammad, eres periodista, ¿estás seguro de esto?"... Pero dijo que lo vio con sus propios ojos y que lo que me estaba contando era solo una pequeña parte de lo que estaba sucediendo allí».
A principios de agosto, Ibrahim Salem, que apareció en una de las primeras fotos filtradas del campo de detención de Sde Teiman, fue liberado después de estar detenido allí durante 52 días sin cargos. Denunció torturas generalizadas, incluso por parte del personal médico, así como electrocuciones durante los interrogatorios, abusos sexuales, palizas constantes, desnudamientos forzados, manoseos genitales y frecuentes casos de violación cometidos tanto por soldados hombres como mujeres. También se violaba a niños. En un caso, un prisionero de unos 40 años fue esposado y obligado a inclinarse sobre un escritorio mientras una soldado le introducía los dedos y otros objetos en el recto. Si el prisionero se movía, un soldado situado frente a él lo golpeaba y lo obligaba a permanecer en esa posición. Según Salem, «la mayoría de los prisioneros salen con lesiones rectales [causadas por la agresión sexual]».
El 5 de agosto de 2024, B'Tselem publicó un informe donde denunció el abuso sistemático, la tortura, la violencia sexual y la violación por parte de Israel de detenidos palestinos, titulado: «Bienvenidos al infierno: el sistema penitenciario israelí como red de campos de tortura». El informe incluye numerosos y amplios testimonios de palestinos que habían estado encarcelados en campos de detención israelíes. The Guardian también entrevistó a detenidos palestinos e informó que «respaldan [el] informe del grupo de derechos humanos B'Tselem, que dice que las cárceles ahora deberían ser etiquetadas como "campos de tortura"». El informe incluye el testimonio de un ex detenido palestino de Hebrón, en la Cisjordania ocupada, identificado como «A. H.», que describe un intento de los guardias israelíes de violarlo con una zanahoria. B'Tselem introduce el testimonio señalando que otros detenidos palestinos denunciaron incidentes similares.
Los testimonios de detenidos palestinos liberados recogidos por el Canal 4 revelaron «acusaciones impactantes de abuso físico, psicológico y sexual» cometidos por las fuerzas israelíes. En un testimonio, una víctima palestina de violencia sexual relata: «Cuando la soldado me agarró por los testículos y el pene, me hirió con las uñas, clavándolas en mi pene. Empecé a gritar y a morder el alambre».
Walid Khalili, paramédico y conductor de ambulancia de la Sociedad Palestina de Ayuda Médica, que fue detenido en Sde Teiman, describió los graves malos tratos que sufrió de los soldados israelíes. Los detenidos fueron obligados a llevar pañales, suspendidos de cadenas sujetas a esposas metálicas y sometidos a palizas. Khalili informó que había soportado descargas eléctricas cada dos días, posturas forzadas, rociados con agua fría y torturas durante los interrogatorios. Tampoco recibió atención médica a pesar de tener las costillas rotas, presenció cómo le amputaban una pierna a un detenido por estar encadenado y vio morir a otro detenido por lo que parecía ser un paro cardíaco. Después de 20 días de torturas, las fuerzas israelíes le trasladaron a un centro de detención que él identificó como la prisión de «al-Naqab». Durante el traslado, lo esposaron, le vendaron los ojos y dijo que los soldados lo amenazaron con violarlo. En Al-Naqab, Khalili se encontró con otros detenidos enfermos y heridos, entre ellos un hombre que estaba visiblemente «sangrando por el trasero». El hombre le contó a Khalili que antes de su detención, «tres soldados se turnaron para violarlo con un M16 [rifle de asalto]. Nadie más lo sabía, pero él me lo contó como paramédico. Estaba aterrorizado. Su salud mental era terrible, comenzó a hablar consigo mismo».
En una entrevista con CNN, Ibrahim Salem afirmó que los palestinos están siendo tratados «como animales» en las cárceles israelíes, y describió que los golpean en los genitales con detectores de metales y también los violan con una porra. Salem afirmó: «Estás exponiendo tu cuerpo a soldados hombres y mujeres que te acosan y te tocan con objetos tus partes sensibles. Te golpean en el trasero, te tiran del pelo, te dicen obscenidades».
En enero de 2025, Israel rechazó una solicitud de la ONU presentada por Pramila Patten, Representante Especial del Secretario General de la ONU sobre la Violencia Sexual en los Conflictos, para investigar las denuncias de violencia sexual por parte de soldados israelíes contra palestinos detenidos. La oficina de Patten declaró que se les advirtió que esta negativa podría llevar a que Israel fuera incluido en la lista de la ONU de entidades responsables de violencia sexual en conflictos. Grupos israelíes de derechos de las mujeres compartieron la misma preocupación.
En marzo de 2025, un enfermero que trabajaba en el hospital Al-Shifa y fue detenido por las fuerzas israelíes en noviembre de 2023 testificó en una audiencia pública de la ONU sobre el trato que sufrió durante meses a manos de oficiales israelíes. Durante su detención, afirmó que lo obligaron a desnudarse y lo sometieron a palizas y amenazas de violación. Durante un interrogatorio en enero de 2024, lo golpearon por todo el cuerpo, incluidos los genitales, y como resultado, «sangraba por todas partes, por el pene y por el ano».
También en marzo de 2025, un informe de la ONU de la Comisión de Investigación sobre el Territorio Palestino Ocupado acusó a las Fuerzas de Defensa de Israel (FDI) de utilizar la violencia sexual como «método de guerra», afirmando que «la violencia sexual y de género, incluidas la violación y la violencia genital, se cometió bajo órdenes explícitas o con el apoyo implícito de los altos mandos civiles y militares de Israel». La Comisión afirmó que la agresión sexual, el acoso sexual y la desnudez pública forzada eran «procedimientos operativos estándar» de las Fuerzas de Seguridad Israelíes hacia los palestinos. El informe también señaló que los soldados israelíes fotografían y difunden en línea los abusos que cometen contra hombres y niños palestinos «para castigarlos, humillarlos e intimidarlos para que se sometan».

### Vídeo filtrado
A finales de julio, un prisionero palestino en Sde Teiman fue hospitalizado con una perforación intestinal y una grave lesión en el ano. También había sufrido daños en los pulmones y costillas rotas. Un médico del campo de detención informó que el prisionero sufrió «una perforación intestinal, graves lesiones en el ano, daños en los pulmones y costillas rotas». Posteriormente, nueve reservistas israelíes, entre ellos un mayor, fueron arrestados bajo sospecha de haberlo sodomizado y de haberlo maltratado. Numerosos manifestantes y políticos de extrema derecha, entre ellos miembros de la Knéset, irrumpieron en la base donde se encontraban detenidos los reservistas, exigiendo su liberación.
El 6 de agosto, el Canal 12 de Israel transmitió un video de vigilancia filtrado de Sde Teiman, que supuestamente mostraba a soldados israelíes violando en grupo a un prisionero palestino. Los legisladores israelíes condenaron la filtración del video, y el ministro de Finanzas, el ultraderechista Bezalel Smotrich, pidió una «investigación criminal inmediata» para descubrir la fuente de la filtración, y describió el video como «un gran daño a Israel a nivel internacional». La relatora especial de la ONU sobre la tortura, Alice Jill Edwards, condenó el vídeo y el caso que lo rodea, calificándolo de «particularmente horripilante» y pidió que los perpetradores rindan cuentas. Cuando se le preguntó directamente sobre el video, el portavoz del Departamento de Estado de Estados Unidos, Matthew Miller, afirmó que el gobierno estaba al tanto y había visto el video y había pedido una investigación completa, ya que debería haber tolerancia cero para el abuso sexual o la violación de cualquier detenido.
El ministro de Seguridad Nacional, Itamar Ben-Gvir, defendió la brutalidad de los soldados israelíes, afirmando que cualquier acción en nombre de la seguridad del Estado de Israel es permisible. El ministro de Finanzas, Bezalel Smotrich, por su parte, pareció más preocupado por el «delito» de filtrar el video que por los actos violentos que reveló. Ministros del gobierno participaron en los disturbios que estallaron en apoyo a los soldados detenidos. Un informe de la Comisión de Derechos Humanos de la ONU publicado en marzo de 2025 citó el apoyo brindado por los ministros israelíes a los soldados incriminados como un ejemplo de cómo el abuso sexual de los palestinos es alentado por «los altos líderes civiles y militares» en Israel.

## Violaciones y abusos sexuales de niños palestinos encarcelado
Save the Children dijo que tenía informes creíbles de violencia sexual sufrida por niños que habían sido detenidos por las FDI. De acuerdo con la organización humanitaria niños encarcelados por Israel denunciaron que les obligaron a desnudarse y permanecer de pie bajo temperaturas extremas y que, una vez liberados, los niños presentaban claros signos de violencia y malos tratos, como hematomas, shock, estrés postraumático y pérdida de peso. Algunos niños denunciaron haber sido agredidos sexualmente, acosados, registrados mientras estaban desnudos y que habían sido golpeados violentamente.

## Amenazas de violación y violencia sexual
Mujeres palestinas en Gaza han denunciado amenazas de violación y violencia sexual por parte de soldados israelíes invasores. En declaraciones al Euro-Mediterranean Human Rights Monitor, una mujer palestina, que estaba embarazada, describió cómo un soldado israelí la obligó a desnudarse y la amenazó con violarla.
Múltiples prisioneras palestinas denuncian haber sido sometidos a abusos sexuales y amenazas de violación tras el estallido de la guerra. Una de esas mujeres, la periodista Lama Khater, denunció amenazas de violación contra prisioneras, incluida ella misma: «Amenazaron con violarme... Estaba claro que el objetivo era intimidarme». Si bien Israel negó las acusaciones y amenazó con procesar a su abogado por incitación, la prisionera liberada denunció amenazas de violación tanto contra ella como contra otras mujeres encarceladas. Otra mujer palestina también denunció amenazas de agresión sexual por parte de guardias israelíes. Middle East Eye también informó sobre las acusaciones de los detenidos de que «los guardias israelíes han amenazado con agresión sexual a las reclusas y las han agredido dentro de sus celdas».
En junio de 2025, circularon en redes sociales varias fotos que supuestamente mostraban bolsas de café enviadas a soldados de las FDI con un mensaje en hebreo que les instaba a violar a palestinos «con una barra de hierro oxidada hasta que saliera sangre». Las fotos obtuvieron el apoyo de numerosos israelíes en línea.

## Asesinatos de mujeres en Gaza
El 19 de febrero de 2024, un grupo de relatores especiales de las Naciones Unidas informó sobre denuncias de que mujeres y niñas palestinas habían sido atacadas y asesinadas «arbitrariamente» en Gaza. Algunas fueron asesinadas mientras sostenían trozos de tela blanca, buscando refugio o huyendo.

## Publicaciones en redes sociales de miembros de las FDI
Los vídeos y fotografías de soldados israelíes revisando la ropa interior de mujeres palestinas en Gaza se volvieron virales, lo que llevó a MIFTAH, una organización de defensa de las mujeres palestinas, a afirmar que mostraban «depravación». En un vídeo, un soldado de las FDI se graba revisando el guardarropa de una mujer palestina, incluida su ropa interior, mientras hace comentarios despectivos y sexistas sobre las mujeres árabes. Otra imagen muestra a dos soldados de las FDI, uno con un sostén de una mujer palestina mientras el otro está parado junto a él, tanteando el sostén vacío y sacando la lengua, mientras que se graba a otro soldado de las FDI detallando cómo pretende llevar las pertenencias de las mujeres palestinas a su novia en Israel. Un soldado de las FDI publicó un vídeo que lo mostraba sentado encima de un tanque sosteniendo un maniquí femenino vestido con un sujetador negro y un casco, y decía: «Encontré una hermosa esposa, una relación seria en Gaza, una gran mujer».
Las mujeres entrevistadas en Ginebra expresaron su indignación y malestar por las imágenes publicadas por las FDI, que muestran a soldados masculinos de las FDI posando con lencería y ropa interior de mujeres palestinas que habían sacado de los hogares de desplazados en Gaza. Una portavoz de la Oficina de Derechos Humanos de la ONU, Ravina Shamdasani, calificó las publicaciones como «...degradantes para las mujeres palestinas y para todas las mujeres». Un profesor asistente de derecho en la Universidad de Queen en Canadá afirmó que las publicaciones violaban el artículo 27 del Cuarto Convenio de Ginebra, que establece que todos los civiles tienen derecho a ser respetados y que las mujeres están especialmente protegidas contra cualquier ataque a su honor.

## Reacciones internacionales
En respuesta al informe de la ONU, un portavoz del Departamento de Estado de Estados Unidos dijo: «Los civiles y los detenidos deben ser tratados humanamente y de acuerdo con el derecho internacional humanitario». La ONG Médicos por los Derechos Humanos-Israel también describió la humillación sexual sufridas por los detenidos, incluidos insultos sexuales y orinar a los prisioneros. La Sociedad de Prisioneros Palestinos ha declarado en repetidas ocasiones que hombres y mujeres palestinos han sido sometidos a graves agresiones sexuales, incluidos intentos de violación y registros corporales. Citó vídeos y decenas de testimonios documentados por grupos de derechos humanos como B'Tselem. El 7 de agosto un panel de de expertos respaldados por Naciones Unidas acusaron las fuerzas israelíes de «uso sistemático de la violencia sexual, reproductiva y otras formas de violencia de género» contra la población palestina desde el inicio de la guerra en Gaza. Chris Sidoti, miembro de la Comisión Internacional Independiente de Investigación sobre los Territorios Palestinos Ocupados (creada por el Consejo de Derechos Humanos de la ONU en 2021), publicó el informe que concluye que «Israel ha empleado cada vez más la violencia sexual, reproductiva y otras formas de violencia de género contra los palestinos como parte de un esfuerzo más amplio para socavar su derecho a la autodeterminación». Posteriores informes de los expertos de la ONU acusaron a Israel de utilizar cada vez más la violencia sexual y de género contra los palestinos y de llevar a cabo actos genocidas y emplear la violación como un arma de guerra.
El 8 de agosto de 2024, Estados Unidos y la Unión Europea denunciaron presuntos abusos sexuales y torturas de prisioneros palestinos por parte de tropas israelíes. Según afirmaron «La UE está profundamente preocupada por las denuncias de violaciones y abusos de los derechos humanos, incluida la tortura y el abuso sexual de detenidos palestinos en las instalaciones militares de Sde Teiman en Israel y en otros lugares», dijo Peter Stano, portavoz del servicio diplomático del bloque. También pidió a Israel que permita a los trabajadores humanitarios de la Cruz Roja visitar las cárceles donde se encuentran detenidos palestinos.
Estados Unidos dijo que no podía confirmar de forma independiente los informes, Israel dijo que no había recibido ninguna denuncia de abuso sexual y criticó el informe de la ONU por considerarlo parcial. además alegó que uno de los autores del informe había legitimado retóricamente el ataque de Hamás del 7 de octubre unos días antes de la reunión del panel de la ONU, y que otro había «dudado públicamente de los testimonios de las víctimas israelíes de violencia sexual y de género». La misión israelí ante las Naciones Unidas en Ginebra (Suiza) declaró que «Israel rechaza enérgicamente las despreciables e infundadas afirmaciones publicadas hoy por un grupo de los llamados expertos de la ONU».
En un artículo de opinión en The New Arab, Maryam Aldossari criticó a las feministas occidentales por ignorar la violencia sexual de Israel contra los palestinos, afirmando: «Permanecer en silencio ante una de las peores atrocidades contra las mujeres y los niños en nuestra vida es indefendible». Alice Jill Edwards, relatora especial de la ONU sobre la tortura condenó los abusos sexuales de los detenidos en el campo de detención de Sde Teiman, afirmando que «no existen circunstancias en las que la tortura sexual o el trato inhumano y degradante sexualizado puedan justificarse».
El 10 de octubre de 2024, La Comisión Internacional Independiente de Investigación de Naciones Unidas sobre los territorios palestinos ocupados concluyó un informe en el que aseguraba que, durante la Guerra Israel-Gaza, los menores palestinos detenidos por Israel muchos de ellos regresan «gravemente traumatizados», víctimas de un «maltrato institucionalizado» bajo las órdenes del ministro de Seguridad Nacional de Israel, Itamar Ben-Gvir. El informe también aseguraba que en campamentos militares y centros de arresto israelíes, se han registrado «abusos generalizados y sistemáticos» contra adultos y menores palestinos. En muchos casos esta violencia es física y psicológica, pero también sexual y de género, lo que también constituye crímenes de guerra y contra la humanidad por tortura y violación.
El 13 de marzo de 2025 la ONU denunció que Israel cometió «actos genocidas» al usar la violencia sexual como «una estrategia de guerra (...) para dominar y destruir el pueblo palestino», tanto por su destrucción «sistemática» de instalaciones de salud sexual y reproductiva en la Franja de Gaza como por violaciones y humillaciones sexuales a personas detenidas.
En agosto de 2025, el secretario general de las Naciones Unidas António Guterres, advirtió a las autoridades de Israel de la «posible» inclusión de sus Fuerzas Armadas y cuerpos de seguridad en un informe anual sobre violencia sexual al considerarlas creíblemente sospechosas de cometer sistemáticamente violaciones contra prisioneros palestinos, a pesar de «la denegación sistemática del acceso a los observadores de Naciones Unidas».